# Axel Boman
Axel Boman, född 1979, är en svensk dj och musikproducent. Han är en del av dj-kollektivet, skivbolaget och musikstudion Studio Barnhus.
Axel Boman är son till skådespelaren Iwa Boman. Han studerade på det femåriga fria konstprogrammet på Valand i Göteborg. Ungefär samtidigt som han avlade examen slog han igenom som dj.
Han albumdebuterade som soloartist 2013 med Family vacation. Tillsammans med dj:n och producenten John Talabot har han projektet Talaboman som 2017 gav ut debutalbumet The night land. Vid Grammisgalan 2023 nominerades hans två album LUZ och Quest For Fire till Årets elektro/dans.
Han räknas som en av de mest inflytelserika i svensk dansmusik.